# Райт, Джерард
Джерард Д. Райт (англ. Gerard D. Wright) — канадский биохимик, профессор кафедры биохимии и биомедицинских наук и Канадского научно-исследовательского центра в области антимикробной биохимии в Университете Макмастера.
Райт является членом-корреспондентом кафедр химии, химической биологии, патологической анатомии и молекулярной медицины. В 2001-2007 годах он заведовал кафедрой биохимии и биомедицинских наук, после чего возглавил Институт исследования инфекционных заболеваний Майкла Дж. Дегрота (Michael G. DeGroote Institute for Infectious Disease Research). Райт является основателем антимикробного исследовательского центра (McMaster Antimicrobial Research Centre) и сооснователем Центра скрининга высокой производительности в Университете Макмастера (McMaster High Throughput Screening Facility).
Райт получил степень бакалавра в области биохимии и степень доктора химических наук в Университете Уотерлу, окончил аспирантуру в Гарвардской медицинской школе и в 1993 году приступил к работе в Университете Макмастера.
В настоящее время Райт является членом Королевского общества Канады и Американской академии микробиологии. Помимо этого он занимает пост заместителя редактора журнала ACS Infectious Diseases и является членом редакционных комиссий Chemistry and Biology, The Journal of Antibiotics, Annals of the New York Academy of Sciences и Antimicrobial Therapeutics Reviews. 
Райт исследует новые антимикробные препараты и изучает химические вещества, препятствующие выработке антибиотикорезистентности у бактерий. 
Он ввел в научную терминологию термин резистом, который используется для описания совокупности генов антибиотикорезистентности и их предшественников у микроорганизмов.
Под руководстовом Райта была выявлена антибактериальная активность у полиаминокислоты Аспергилломаразмина А, продуцируемой грибами рода Aspergillus. Исследование было опубликовано в журнале Nature в 2014 году.